# Мінерали кадмію
Мінерали кадмію
Кадмій належить до числа рідкісних розсіяних елементів, його кларк в земній корі становить 1,3*10−5%. Кадмій концентрується в гідротермальних відкладеннях. Вулканічні породи містять до 0,2 мг кадмію на кг, серед осадових порід найбагатші на кадмій глини — до 0,3 мг/кг, вапняки містять 0,035 мг/кг, пісковики — 0,03 мг/кг. Середній вміст кадмію в ґрунті — 0,06 мг/кг.
Відомо лише 6 кадмієвих мінералів. Вельми рідкісними мінералами кадмію є гринокіт CdS (77,8 % Cd), хоуліїт, отавіт CdCO3, монтепоніт CdO (87,5 % Cd), кадмоселіт CdSe (47 % Cd), ксантохроїт CdS(H2O)х (77,2 % Cd). Самостійні мінерали кадмію — гринокіт (CdS), отавіт (CdCO3), монтепоніт (CdO) і селенід (CdSe). Своїх покладів вони не утворюють, а присутні у вигляді домішок у цинкових, свинцевих, мідних і поліметалічних рудах, що і є основним джерелом промислового добування кадмію.
Основна маса кадмію розсіяна в великому числі мінералів (понад 50), переважно в сульфідах цинку, свинцю, міді, заліза, марганцю та ртуті. Максимальна концентрація відзначена в мінералах цинку і насамперед в сфалериті (до 5 %). У більшості ж випадків вміст кадмію в сфалериті не перевищує 0,4-0,6 %. В інших сульфідах, наприклад, в станіні вміст кадмію — 0,003-0,2 %, в галеніті — 0,005-0,02 %, в халькопіриті — 0,006-0,12 %; з цих сульфідів кадмій зазвичай не витягується.